# Saint-Nicolas-des-Laitiers
Saint-Nicolas-des-Laitiers är en kommun i departementet Orne i regionen Normandie i nordvästra Frankrike. Kommunen ligger i kantonen La Ferté-Frênel som tillhör arrondissementet Argentan. År 2018 hade Saint-Nicolas-des-Laitiers 82 invånare.

## Befolkningsutveckling
Antalet invånare i kommunen Saint-Nicolas-des-Laitiers
| Referens: INSEE |